# Leoforos Alexandras
Die Leoforos Alexandras (griechisch Λεωφόρος Αλεξάνδρας) ist eine Avenue und Hauptverkehrsstraße Athens. Benannt wurde die Straße zu Ehren der Tochter des griechischen Königs Georg I. Prinzessin Alexandra von Griechenland, später Alexandra von Griechenland und Dänemark.

## Lage
Die Leoforos Alexandras liegt nördlich des Athener Stadtzentrums. Über einer Länge von ca. 3 km verläuft sie in West-Ost-Richtung und wird im Westen von der Straße 28is Oktovriou (28. Oktober) sowie im Osten von der Leoforos Kifisias begrenzt.
Zu den Stadtvierteln, die unmittelbar an der Straße liegen, gehören u. a. Pedio tou Areos, Exarchia, Gyzi und Ambelokipi.
Die Leoforos Alexandras bildet die nördliche Grenze des so genannten Daktylios, einer innerstädtischen Zone mit Mobilitätseinschränkungen für den Individualverkehr.

## Gebäude
Die Gebäude entlang der Leoforos Alexandras weisen eine vorwiegende Wohn- bzw. Gewerbenutzung auf. Zudem findet sich an dieser eine Reihe öffentlicher Gebäude.
Zu den bedeutendsten bzw. bekanntesten Gebäuden gehören u. a. das Österreichische Archäologische Institut Athen, der Areopag, das Berufungsgericht, das Polizeipräsidium Athens, das Apostolos-Nikolaidis-Stadion sowie eine Reihe von Krankenhäusern und Botschaften.

## Parkanlagen und Plätze
Mit dem Pedio tou Areos verläuft die Leoforos Alexandras entlang einer der größten Parkanlagen der griechischen Hauptstadt. Der 1934 entworfene und 2010 grunderneuerte Park liegt am westlichen Ende der Straße. Unmittelbar an diesen grenzt die Platia Egiptou.
Mit der Platia Argentinis Dimokratias weist die Straße eine weitere Park- bzw. Grünflächenanlage auf.

## Verkehr
Die Leoforos Alexandras ist dreispurig, wobei je eine Fahrspur pro Fahrbahn dem öffentlichen Nahverkehr vorbehalten ist: Diese Spuren dürfen ausschließlich von Bussen und Taxis befahren werden.
An ihrem östlichen Ende ist die Straße an die Linie 3 der Athener Metro angeschlossen. Ihr westliches Ende liegt in unmittelbarer Nähe der Station Viktoria, welche zur Linie 1 gehört. Die aktuell im Bau befindliche Linie 4 sieht einen weiteren Haltepunkt direkt an der Leoforos Alexandras vor.

## Galerie

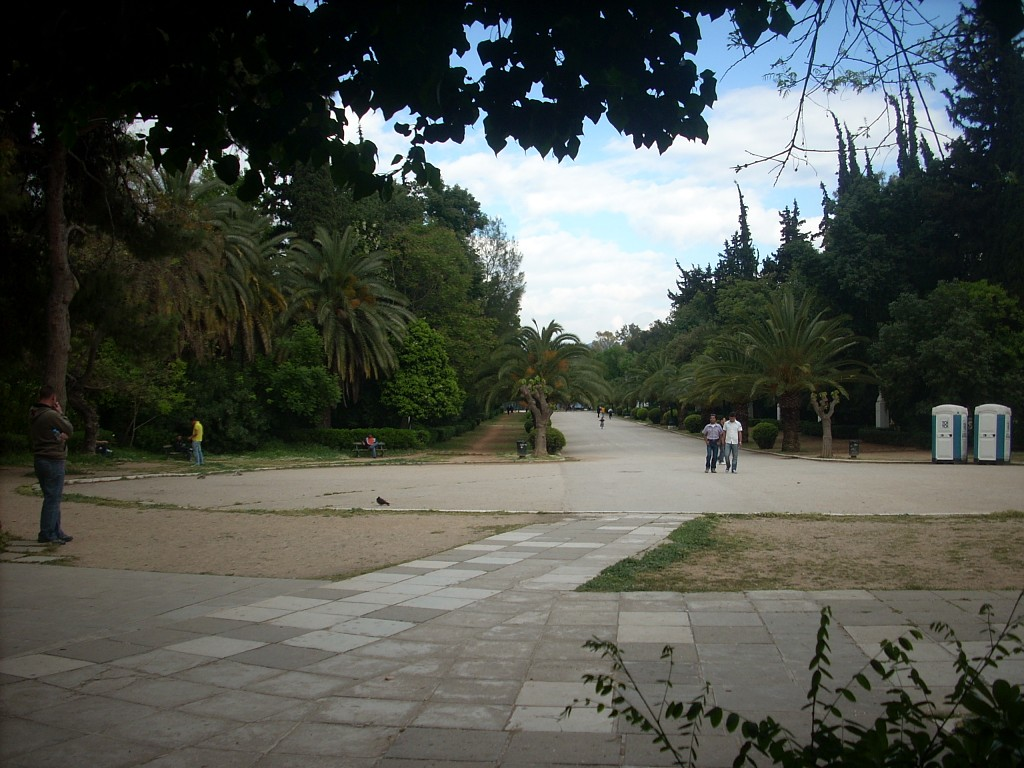
Pedio tou Areos
Österreichischen Archäologischen Institut
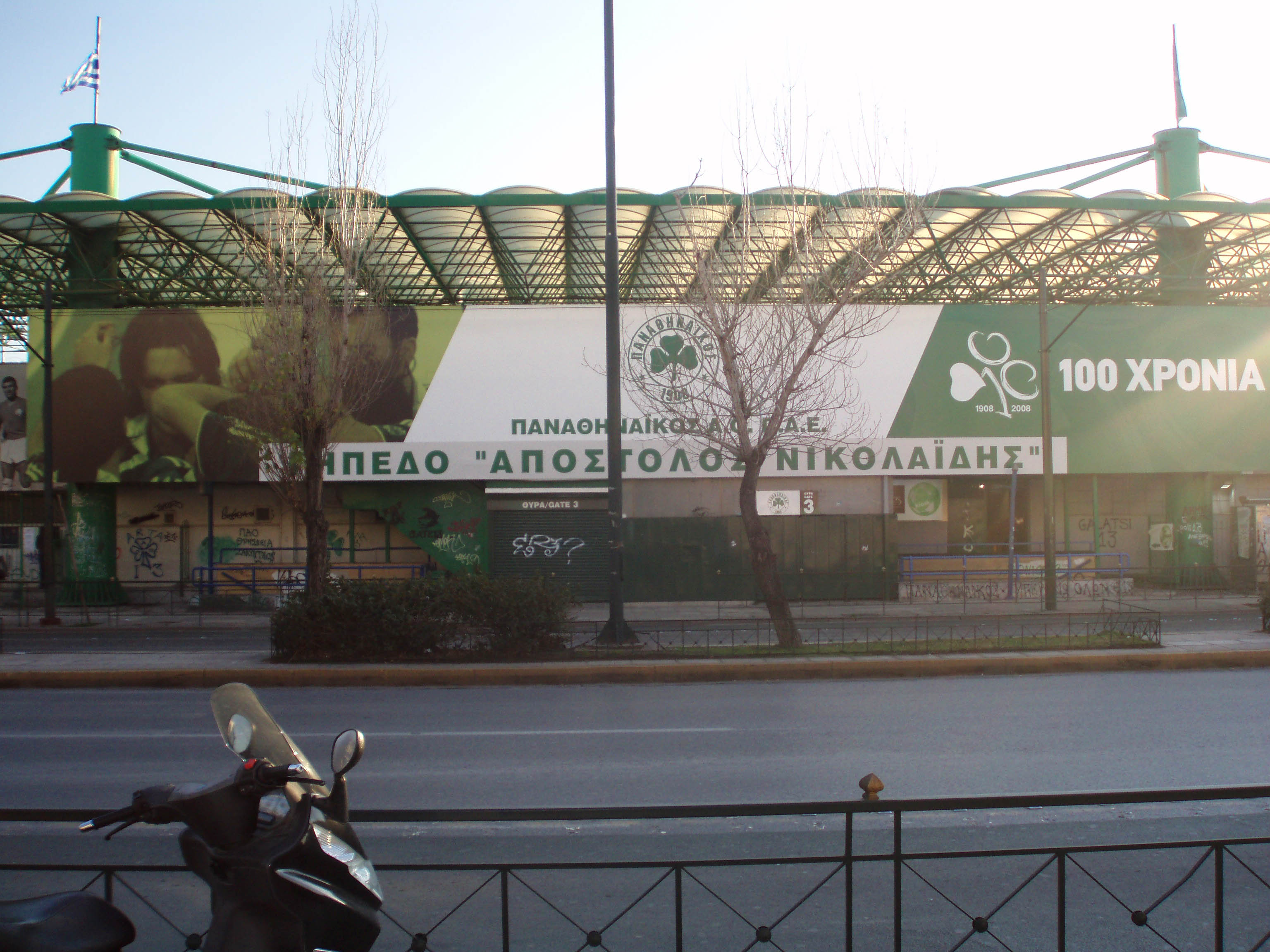
Apostolos-Nikolaidis-Stadion